# Сюрсюк
Сюрсю́к (рос. Сюрсюк) — річка в Удмуртії (Сюмсинський район), Росія, ліва притока Лумпуна.
Річка починається за 0,5 км на схід від присілку Нові Гайни. Русло спрямоване спочатку на північний захід на північ, потім знову повертає на північний захід. Впадає до Лумпуна на північний схід від присілку Шмики.
Русло вузьке, долина широка. Береги заліснені, місцями заболочені. Приймає декілька дрібних приток, особливо у верхній течії. Над річкою не розташовано населених пунктів, у верхній течії збудовано міст.
| Річка | Це незавершена стаття про річку. Ви можете допомогти проєкту, виправивши або дописавши її. |